# آواروآ
آواروآ (بالإنجليزية: Avarua)‏ هي مستوطنة تقع في جزر كوك في راروتونغا. يقدر عدد سكانها بـ 5,445 نسمة .